# Robert Menendez
Robert Menendez (/mɛˈnɛndɛz/; nascido em 1 de janeiro de 1954) é um advogado e político americano que atuou como Senador dos Estados Unidos por Nova Jérsia, de 2006 até sua renúncia em 2024, quando foi condenado por todas as 16 acusações em um caso de corrupção política. Membro do Partido Democrata, ele foi apontado para o senado pelo então governador Jon Corzine e presidiu o Comitê de Relações Exteriores do Senado de 2021 a 2023 (e anteriormente de 2013 a 2015).